# Latanier de Rodrigues
Latanier de Rodrigues eller Latanier Jaune (Latania verschaffeltii) är en enhjärtbladig växtart som beskrevs av Lem. Latania verschaffeltii ingår i släktet Latania och familjen Arecaceae. IUCN kategoriserar arten globalt som starkt hotad på grund av klimatförändringar, och den växer enbart på ön Rodrigues.